# Josh Dallas

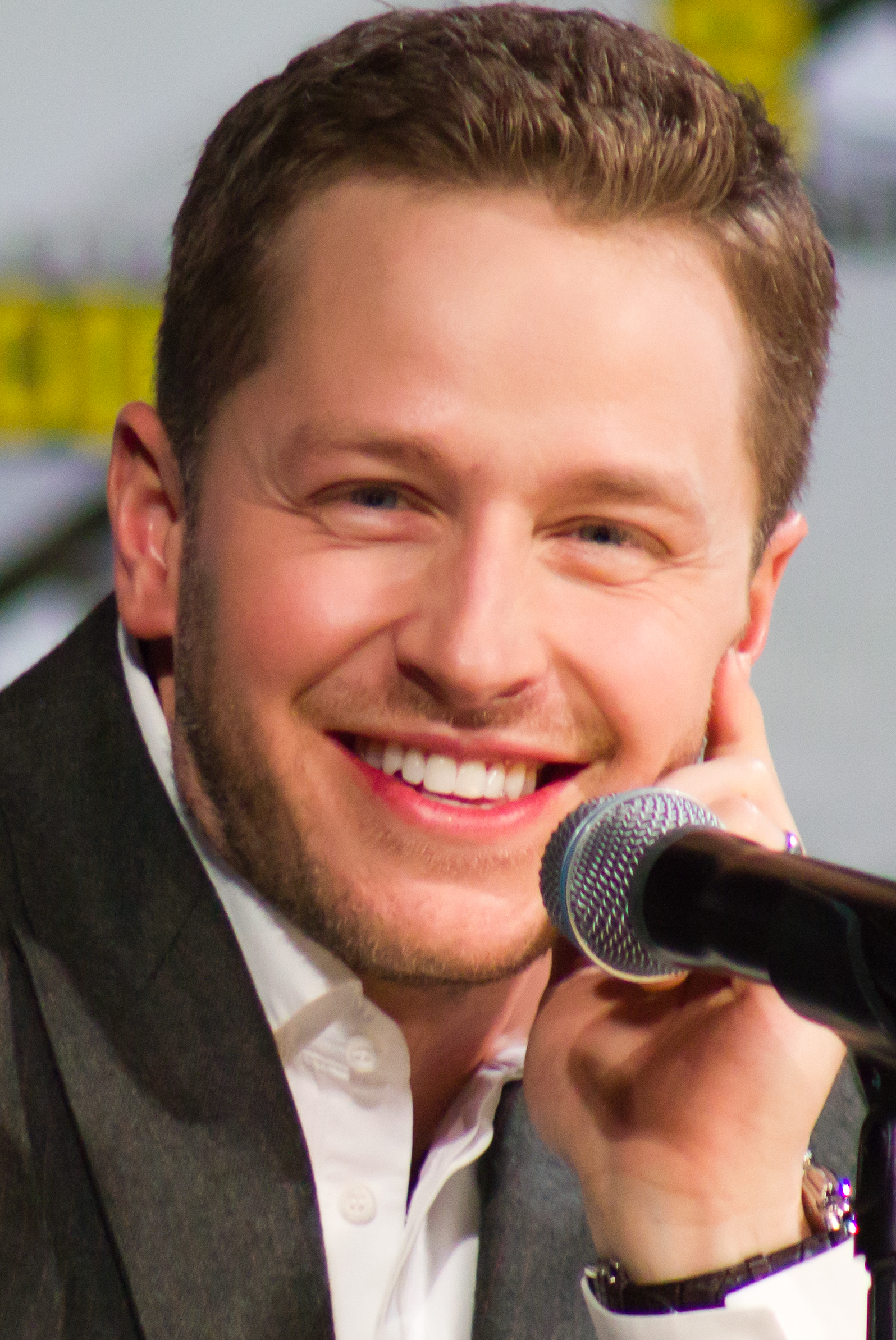
Josh Dallas bei der Comic-Con 2014

Joshua „Josh“ Paul Dallas (* 18. Dezember 1978 in Louisville, Kentucky) ist ein US-amerikanischer Schauspieler.

## Leben und Karriere
Josh Dallas machte mit 15 Jahren seinen Schulabschluss an der „New Albany High School“ in New Albany im US-Bundesstaat Indiana. Seine erste Rolle hatte er 2006 in der Fernsehserie Ultimate Force und trat seitdem in Filmen und Fernsehserien auf. Seinen Durchbruch erlebte er 2011 mit dem Film Thor von Kenneth Branagh, in dem er die Rolle des Fandral spielte. Von Oktober 2011 bis Mai 2018 war er in der vom Sender ABC produzierten Fantasyserie Once Upon a Time – Es war einmal … als Prinz David „Charming“ zu sehen.
Während eines Schauspiel-Studiums-Aufenthalts in England 2003 lernte er die Schauspielerin Lara Pulver kennen. Nach der Hochzeit 2007 trennten sie sich 2011 wieder. Im April 2012 wurde bekannt, dass Dallas mit seiner Serienpartnerin aus Once Upon a Time Ginnifer Goodwin liiert ist. Die beiden heirateten am 12. April 2014 in Los Angeles. Die gemeinsamen Söhne wurden 2014 und 2016 geboren.

## Filmografie (Auswahl)
- 2006: Ultimate Force (Fernsehserie, Folge 4x03 The Dividing Line)
- 2008: Doctor Who (Fernsehserie, Folge 4x08 Silence in the Library)
- 2008: 80 Minutes
- 2009: The Descent 2 – Die Jagd geht weiter (The Descent 2)
- 2010: Hawaii Five-0 (Fernsehserie, Folge 1x06 Gefährliche Brandung)
- 2011: CSI: Vegas (CSI: Crime Scene Investigation, Fernsehserie, Folge 11x15 Der Verlust von Leben und Moral)
- 2011: Thor
- 2011–2018: Once Upon a Time – Es war einmal … (Once Upon a Time, Fernsehserie, 134 Folgen)
- 2012: Red Tails
- 2016: Zoomania (Zootopia, Stimme Schwein)
- 2018–2023: Manifest (Fernsehserie)